# Massimo D’Alema

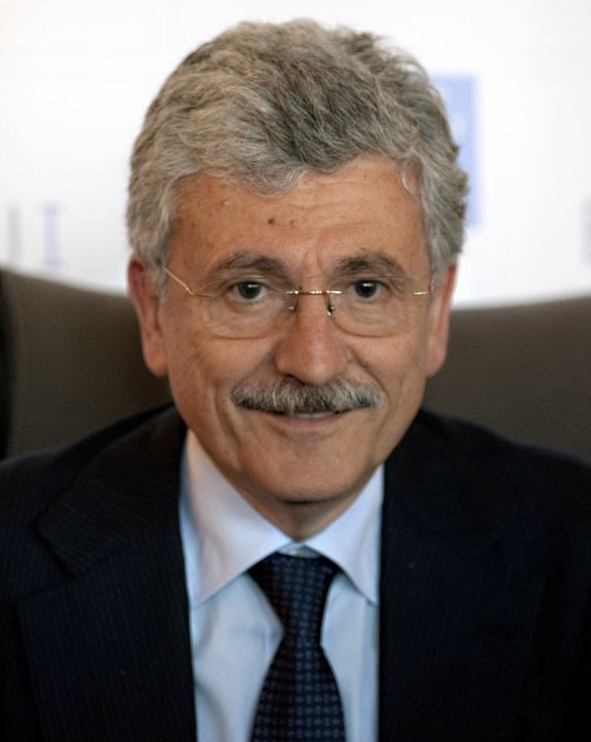
Massimo D’Alema (2013)

Massimo D’Alema (anhörenⓘ; * 20. April 1949 in Rom) ist ein italienischer Politiker (Art.1-MDP, vormals PD, (P)DS und PCI). Er war von Oktober 1998 bis April 2000 italienischer Ministerpräsident. Von Mai 2006 bis Mai 2008 war er italienischer Außenminister in der zweiten Regierung von Romano Prodi.

## Leben
D’Alema trat 1963 – im Alter von 14 Jahren – der Federazione Giovanile Comunista Italiana (FGCI), Jugendorganisation der Kommunistischen Partei Italiens (PCI), bei. Schon sein Vater war Funktionär und Abgeordneter dieser Partei. Ab 1967 studierte D’Alema an der Scuola Normale Superiore in Pisa Literatur und Philosophie. 1970 wurde er in den Gemeinderat von Pisa gewählt und stand dort der PCI-Ratsfraktion vor. Er schloss dort ein Bündnis mit dem Bürgermeister Elia Lazzari vom linken Flügel der Christdemokraten sowie den Sozialisten. Von 1975 bis 1980 war D’Alema nationaler Sekretär der FGCI.
Auf dem XV. Parteitag der PCI (1979) wurde er in das Zentralkomitee der Partei gewählt, vier Jahre später wurde dieses durch einen Parteivorstand ersetzt, dem D’Alema bis zur Auflösung der PCI angehörte. Auf dem XVII. Parteitag (1986) rückte er in das Sekretariat – den inneren Führungszirkel der Partei – auf, ein Jahr später wurde er unter Achille Occhetto Vizechef der PCI. 1987 wurde D’Alema erstmals in die Abgeordnetenkammer des italienischen Parlaments gewählt, wo er den Wahlkreis Lecce-Brindisi-Tarent vertrat. Von 1988 bis 1990 fungierte er als Herausgeber der Parteizeitung L’Unità.

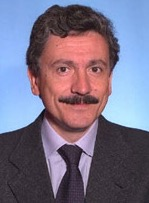
D’Alema im Jahr 1996

Auf dem XX. Parteitag der PCI 1991 setzte er sich gemeinsam mit dem Generalsekretär Achille Occhetto entschieden dafür ein, dass sich die Partei vom Kommunismus distanzierte und in Partito Democratico della Sinistra (PDS; Demokratische Linkspartei) umbenannte. 1994 löste er Occhetto im Vorsitz der PDS ab. Die Partei wurde 1998, nach einer Vereinigung mit anderen sozialistischen Gruppen, in „Linksdemokraten“ (Democratici di Sinistra, DS) umbenannt. D’Alema blieb bis zu ihrer Auflösung im Jahr 2007 Parteivorsitzender.
Von 1996 bis 2001 war die PDS bzw. DS als Teil des Mitte-links-Wahlbündnisses L’Ulivo an der italienischen Regierung beteiligt. D’Alema stand dem Kabinett von 1998 bis 2000 als Ministerpräsident vor. Er war der erste ehemalige Kommunist an der Spitze der italienischen Regierung. Nach der Niederlage der Mitte-links-Parteien bei den Regionalwahlen im April 2000 trat er zurück und wurde vom bisherigen Finanzminister Giuliano Amato abgelöst.
Von 2003 bis 2012 war D’Alema einer der Vizepräsidenten der Sozialistischen Internationale. Bei der Europawahl 2004 wurde er in das Europäische Parlament gewählt und war bis zum 27. April 2006 für die DS auch Mitglied in der Fraktion der Sozialdemokratischen Partei Europas (SPE). 2006 gab er das Mandat im Europäischen Parlament auf, um italienischer Außenminister im Kabinett Prodi II zu werden. Dieses Amt musste er nach der Wahlniederlage des Ulivo 2008 wieder aufgeben.
Nach der Europawahl 2009 galt D’Alema neben Adrian Severin als aussichtsreicher Kandidat für das Amt des Hohen Vertreters der EU für Außen- und Sicherheitspolitik, für das schließlich Catherine Ashton ausgewählt wurde.
Von 2010 bis 2013 stand D’Alema dem Parlamentsausschuss für die Kontrolle der Geheimdienste (COPASIR) vor. Infolge der Parlamentswahl 2013 schied er nach 26 Jahren in der Abgeordnetenkammer aus dem Parlament aus. Innerhalb der PD war D’Alema ein Gegner von Matteo Renzi, der ab 2013 Parteivorsitzender und ab 2014 Ministerpräsident war. Insbesondere lehnte er die von Renzi initiierte Verfassungsreform ab. D’Alema gründete eine Initiative für ein „Nein“-Votum im Verfassungsreferendum 2016 und trat bei einer der Fernsehdebatten als Sprecher des „Nein“-Lagers auf (das letztendlich das Referendum gewann).
Im Februar 2017 trat er aus der PD aus und beteiligte sich an der Gründung der weiter links positionierten Partei Articolo 1 – Movimento Democratico e Progressista. Bei der Parlamentswahl 2018 bewarb sich D’Alema als Kandidat der linken Liste Liberi e Uguali um einen Sitz im italienischen Senat, unterlag jedoch.

## Auszeichnungen
- 2007: Großes Goldenes Ehrenzeichen am Bande für Verdienste um die Republik Österreich[2]